# Зуева-Измайлова, Анна Сергеевна
Анна Сергеевна Зуева-Измайлова (род. 1 ноября 1949, Иткулат) — советский, российский и удмуртский литературовед. Доктор филологических наук (1998), профессор. Заслуженный работник культуры Удмуртской Республики (1995). Член Союза писателей России (1994) и Финского литературного общества (1990). Лауреат Государственной премии Удмуртской Республики (2002).

## Биография
Зуева Анна Сергеевна родилась 1 ноября 1949 года в д. Иткулат Селтинского района УАССР в учительской семье.
После окончания восьмого класса Анна поступила в Можгинское педучилище. По окончании в 1968 году педучилища А. Зуева поступила в Удмуртский государственный педагогический институт. Студентка А. Зуева была Ленинской стипендианткой, делегатом 1-го Всесоюзного слёта студентов в Москве, секретарем комитета ВЛКСМ УдГУ. Она избиралась депутатом Индустриального райсовета двух созывов, членом бюро Удмуртского ОК ВЛКСМ. Окончила аспирантуру Института мировой литературы им. А. М. Горького АН СССР, где в 1977 году защитила кандидатскую, а в 1988 докторскую диссертации.
С 1988 года научно-педагогическая деятельность Анны Сергеевны связана с Удмуртским государственным университетом: в 2003—2007 гг. — декан факультета журналистики, с 2003 года возглавляет кафедру литературно-художественной критики и языка СМИ.

## Труды и творчество
Опубликовала около 60 научных работ, в том числе рецензии, литературные портреты и статьи о классиках удмуртской литературы (Г. Е. Верещагине, Кедра Митрее, Кузебае Герде, М. А. Коновалове, Г. Д. Красильникове, Д. А. Яшине и др.), собственные стихи в республиканских, союзных и зарубежных изданиях и работала над докторской диссертацией.
Статью «Мифопоэтические традиции как ресурс развития удмуртской литературы» (2002 г.) Анна Сергеевна написала в соавторстве с сыном.
В 2003 году выпустила в свет книгу «Женщина на Олимпе: З. А. Богомолова. Жизнь. Творчество. Эпоха», посвящённую литературоведу Зое Алексеевне Богомоловой.